# Musculus (Gattung)
Musculus ist eine Muschel-Gattung aus der Familie der Miesmuscheln (Mytilidae); es ist die Typusgattung der Unterfamilie Musculinae.

## Merkmale
Die vergleichsweise kleinen Gehäuse sind im Umriss mehr oder weniger quer-eiförmig. Der Wirbel sitzt nahe dem Vorderende. Vorder- und Hinterende sind radial berippt mit einem glatten Mittelabschnitt. Der Dorsalabschnitt im hinteren Teil ist durch einige Diagonalfurchen vom Rest des Gehäuses etwas abgesetzt. Die Innenränder des Schlosses sind mit Knötchen besetzt. Der vordere Schließmuskel setzt weit vor den Wirbeln an. Der Ausströmsipho ist verlängert und damit so lange wie der Einströmsipho. Die Schale ist relativ dünn.

## Geographische Verbreitung und Lebensweise
Die Gattung Musculus ist weltweit verbreitet; ein Schwerpunkt der Diversität liegt in den nördlichen Meeren. Die Arten der Gattung leben mit Byssus an Steinen und Algen angeheftet im flachen Wasser.

## Taxonomie und Systematik
Das Taxon wurde 1798 von Peter Friedrich Röding in die wissenschaftliche Literatur eingeführt. Typusart durch subsequente Bestimmung ist Mytilus discors Linnaeus, 1767. Die Artliste folgt dem World Register of Marine Species.
- Gattung Musculus Röding, 1798
  - Musculus alganus Laseron, 1956
  - Musculus aviarius Dall, Bartsch & Rehder, 1938
  - Musculus calceatus (Melvill & Standen, 1907)
  - Musculus coenobitus (Vaillant, 1865)
  - Musculus concinnus (Dunker, 1857)
  - Musculus costulatus (Risso, 1826)
  - Musculus cumingianus (Reeve, 1857)
  - Musculus cupreus (Gould, 1861)
  - Grüne Bohnenmuschel (Musculus discors (Linnaeus, 1767))
  - Musculus elongatus (Hutton, 1873) †
  - Musculus glacialis (Leche, 1883)
  - Musculus impactus (Hermann, 1782)
  - Musculus imus (Bartsch, 1915)
  - Musculus koreanus Ockelmann, 1983
  - Musculus laevigatus (J.E. Gray, 1824)
  - Musculus lateralis (Say, 1822)
  - Musculus minutus Scarlato, 1960
  - Musculus nanulus Thiele, 1930
  - Musculus nanus (Dunker, 1857)
  - Schwarze Bohnenmuschel (Musculus niger (J.E. Gray, 1824))
  - Musculus nipponicus Okutani, 2005 ex Kuroda, ms.
  - Musculus panhai Moolenbeek, 2009
  - Musculus phenax Dall, 1915
  - †Musculus punjabensis Eames, 1951 (Eozän)[3]
  - Musculus pusio (A. Adams, 1862)
  - Musculus pygmaeus Glynn, 1964
  - †Musculus rhakiensis Eames, 1951 (Eozän)[3]
  - Musculus semiradiatus (Verco, 1908)
  - Musculus strigatus (Hanley, 1843)
  - Musculus subpictus (Cantraine, 1835)
  - Musculus taylori (Dall, 1897)
  - Musculus varicosus (Gould, 1844)
  - Musculus viator (d’Orbigny, 1842)
  - Musculus viridulus (H. Adams, 1871)

## Belege